# Metoda kosztów szacunkowych
Metoda kosztów szacunkowych – szacunkowa metoda ustalania kosztów w przypadku podatku dochodowego od osób fizycznych stosowana w sytuacji utrudnionego lub niemożliwego prowadzenia rzeczywistej ewidencji osiąganych dochodów i ponoszonych wydatków.
Zgodnie z art. 23 § 1 Ordynacji podatkowej organ podatkowy określa podstawę opodatkowania w drodze oszacowania, jeżeli:
1. brak jest ksiąg podatkowych lub innych danych niezbędnych do jej określenia, lub
2. dane wynikające z ksiąg podatkowych nie pozwalają na określenie podstawy opodatkowania, lub
3. podatnik naruszył warunki uprawniające do korzystania ze zryczałtowanej formy opodatkowania.

Szacunkowa metoda ustalania kosztów może mieć zastosowanie do podatników będących osobami fizycznymi, którzy zajmują się działalnością gospodarczą w zakresie wyspecjalizowanej produkcji rolnej i rezygnują z prowadzenia księgi przychodów i rozchodów. Określenie dochodów podatnika opiera się wówczas na zastosowaniu odpowiednich przeliczników w postaci norm szacunkowej dochodowości.
Szacunkowa metoda ustalania kosztów ma zastosowanie także do opodatkowania dochodów osób fizycznych, gdy dochody te nie mają pokrycia w ujawnionych źródłach przychodu lub pochodzą ze źródeł nieujawnionych. Podatek dochodowy jest wówczas obliczany przy zastosowaniu skali proporcjonalnej i bardzo wysokiej stawki procentowej; ma on charakter konsumpcyjny i stanowi w gruncie rzeczy sankcję za nieujawnienie (lub niepełne ujawnienie) swoich dochodów. Punktem wyjścia do ustalenia podstawy opodatkowania jest poziom wydatków podatnika w zestawieniu z deklarowaną (ujawnioną) wielkością dochodów.